# Iwanowce (obwód iwanofrankiwski)
Iwanowce (ukr. Іванівці) – wieś na Ukrainie, w  obwodzie iwanofrankiwskim, w rejonie kołomyjskim.
Znajduje tu się przystanek kolejowy Iwanowce, położony na linii Kołomyja – Delatyn.